# مقراب

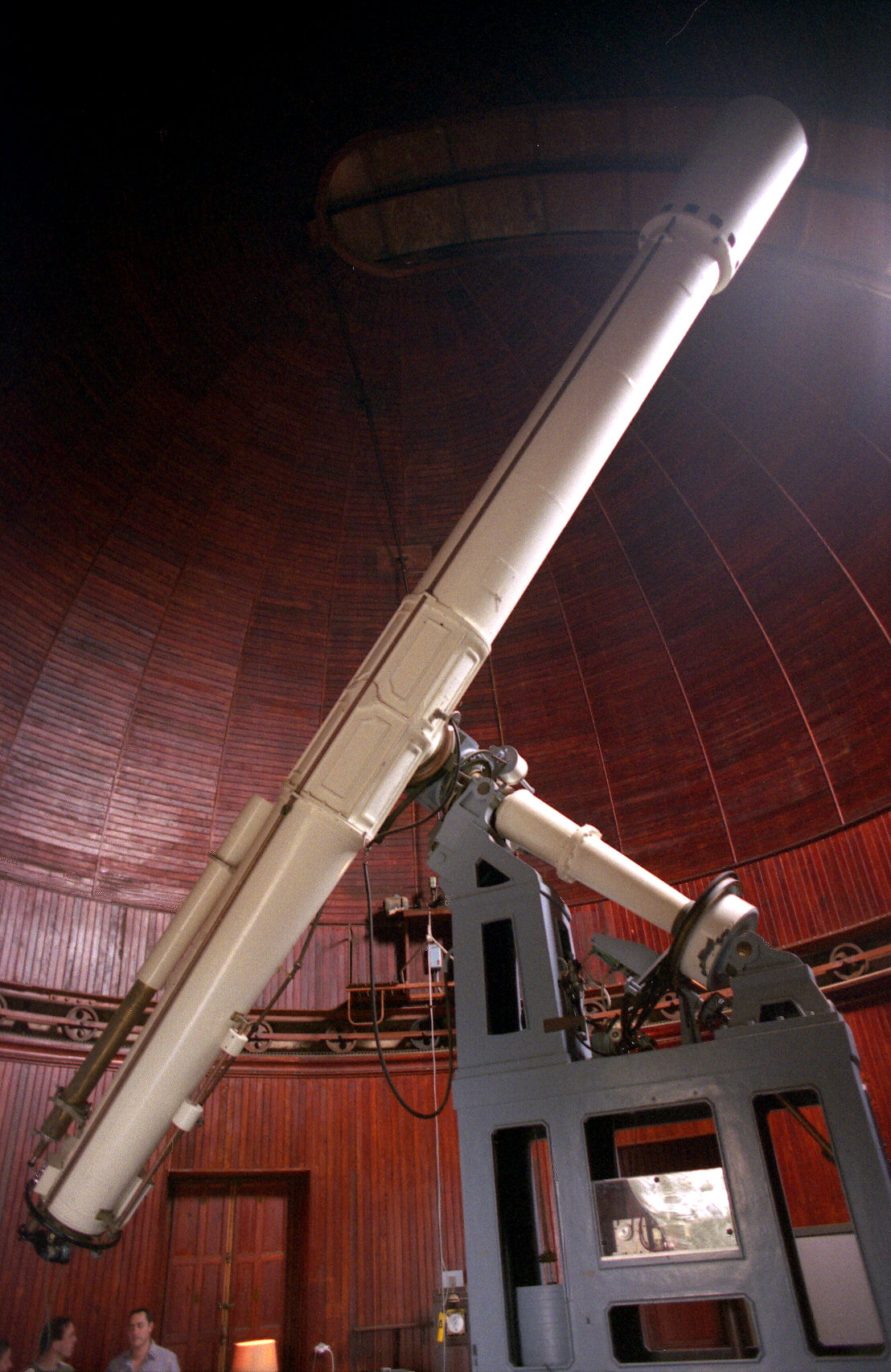
مقراب في مرصد نيس.

المِقْرَاب (الجمع: مقاريب) أو المِرْقَب والرَاصِدَة والرصّادة أو المِرصَد (بكسر الميم) أو المنظار الفلكي (بالإنجليزية: Telescope)‏ أو نقحرة: التلسكوب، آلة تجمع الضوء لرؤية الكواكب والنجوم البعيدة بوضوح، مكونة صوراً مقربة للأجرام السماوية. عادة تكون المقاريب إما عاكسة أو كاسرة. ويستخدم لرؤية (رَصد) الأجسام البعيدة، ومنه ما يستخدم لرؤية الأجسام على سطح الأرض مثل المسارح والسباقات وغيرها ويسمى المقراب الأرضي.

## التاريخ
يقال أن أول مقراب قد صنع من طرف العالم المسلم أبو حامد الصاغاني سنة 990 هـ، في حين يُرجعه آخرون إلى هولندا على يد أحد صناع عدسات النظارات يدعى لبرشي وبعد ذلك ببضعة شهور صنع العالم غاليليو غاليلي عام 1609 أول مقراب فلكي بنفسهِ ومن المتفق عليه أن جاليليو هو أول من تمكن من رؤية جبال القمر بواسطة المقراب وقد درس بواسطته أربعة من أقمار المشتري.
وهناك العديد من أنواع المقاريب حسب نوع الأشعة التي تستقبلها مثل الضوء المرئي ومقراب الأشعة تحت الحمراء أو مقراب الأشعة فوق البنفسجية.
ونظراً للامتصاص الشديد الذي يحدث للأشعة السينية وأشعة غاما الآتيتين من أجرام سماوية في جو الأرض، فلا تنجح مقاريب تلك الأشعة الموجودة على الأرض في رصد ودراسة تلك الأجرام، لذلك فلا بد من خروج تلك المقاريب المخصصة خارج الأرض وتكون محمولة على أقمار صناعية فتقوم بمهمتها لمدة عام. وجميع أنواع المقاريب تتفق في أساس عملها بتركيز الأشعة في بؤرة لتكوين صورة، إلا أن بينها فروقاً عملية كبيرة في التصميم وأكثرها استخداماً المقراب الضوئي الذي يعمل بالضوء المرئي، ويمكن أن تكون كبيرة مبنية على الأرض، ومنها ما يحوي على مرايا بقطر 8 متر أو أكبر، كما أن المَرصد الأوروبي يتكون من 4 مقاريب كبيرة كل منها يعمل بمرآة 8 متر، كما يمكن توصيلهم ببعض للحصول على صور ضوئية من أعماق الكون. يعمل المقراب الفلكي على جمع أكبر كمية من الأشعة من الجرم السماوي البعيد وتستخدم في ذلك أما عدسة كبيرة أو مرآة مقعرة كبيرة وتتجمع الأشعة في بؤرة العدسة أو المرآة مكونةً صورة حقيقية مصغرة مقلوبة للجسم، يتم تكبيرها ورؤيتها أو تسجيلها على فلم حساس أو نقلها كهروضوئياً إلى شاشة تليفزيونية. وكثير من تلك المقاريب يحوي مطياف لتحليل الضوء يُمَكِّن من معرفة بعد النجم عنا، وتصنيفه ومعرفة نوعة وعمره وغير ذلك. كثيراً ما تتعاون طرق القياس الأرضية للضوء المرئي مع مقاريب الفضاء التي تسجل الأشعة السينية وأشعة غاما القادمة من النجوم وغيرها لإجراء دراسات مستفيضة عن طبيعة الكون.

## التركيب

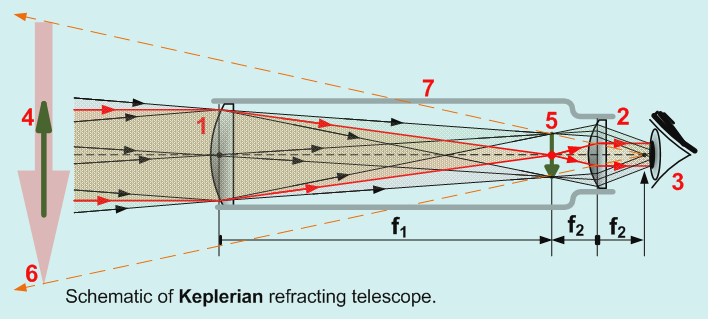

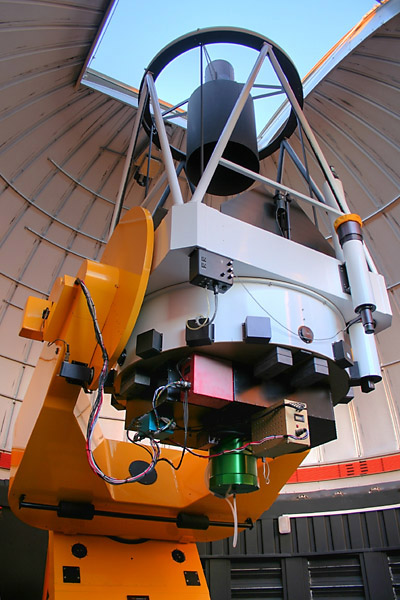
مِرصَد بولندي قطر 1,3 متر في مرصد لاس كامباناس، بشيلي.

قد صنعت المرصدات في أول الأمر من العدسات وتسمى مقاريب كاسرة (أنظر الشكل) ويوجد وأكبر مقراب من هذا النوع في مرصد يركيز في ويسكونسن ويبلغ قطر عدسته 102 سم وطول أنبوبته 18 متراً، لكن تفضل المرايا المقعرة في صناعة المرصدات لعدة أسباب منها:
أن العدسة تثبت عند طرف الأنبوب العلوي، ونظرا لثقل مثل هذه العدسة الضخمة فيمكن أن يتغير شكلها تحت هذا الثقل فيُحدث تشويها في الصورة، أما المرآة المقعرة الكبيرة فيمكن تثبيتها بسهولة على كل مساحتها من أسفل. بالإضافة إلي ذلك فالمرآة تحتاج إلى صقل جانب واحد بخلاف العدسة التي تحتاج لصقل جانبين. كذلك فإن تشوه الصورة الناتج عن الزيغ اللوني غير موجود في المرآة.
لذلك فإن جميع المرصدات الضخمة في العالم تستخدم المرآة المقعرة التي تكون مصقولة السطح في شكل قطع مكافئ، وتسقط الأشعة الآتية من الجرم السماوي على المرآة المثبتة في قاع المقراب فتجمع الأشعة وتعكسها في بؤرة المرآة المقعرة. إما توضع كاميرا عند البؤرة للتصوير، أو توضع مرآة مستوية صغيرة عند البؤرة وتعمل على توجيه الأشعة الساقطة عليها في اتجاه عينية المقراب. وتتكون عينية المِرصَد من عدسة محدبة لامة تُضبط بحيث تكوّن صورة حقيقية عند بؤرتها.
أو على مسافة منها أقل من بعدها البؤري فتكون صورة تخيلية مكبرة لهذه الصورة يمكن رؤيتها. ويرجع هذا التصميم إلي إسحق نيوتن ولذلك يقال أن له بؤرة نيوتن.

## المقاريب المستخدمة في الرصد الفلكي
لا تشع النجوم وأنوية المجرات والمستعرات العظمى فقط في نطاق الضوء المرئي، بل تصدر أيضاً أشعة لا تراها العين مثل أشعة غاما والأشعة السينية والأشعة تحت الحمراء والأشعة الإذاعية. وكل هذه الأنواع من الأشعة تنتمي إلى طيف الموجات الكهرومغناطيسية. لذلك يجب عند دراسة النجوم والأجرام السماوية إجراء الرصد الفلكي لكل تلك الأنواع من الأطياف لتكوين صورة مكتملة عن الجرم السماوي، وليس فقط في نطاق الأشعة الضوئية المرئية. ولقد ابتكر العلماء أجهزة للرصد الفلكي كان أولها مقاريب رصد الضوء المرئي. ثم ابتكروا الرصد بمقاريب الأشعة الإذاعية، وهي عبارة عن هوائيات تشبه هوائيات المذياع والتلفاز.
ونستطيع من على سطح الأرض رؤية هذين النطاقين: الضوء المرئي والأشعة الإذاعية حيث يقل امتصاص جو الأرض لهما. أما بالنسبة إلى الأشعة السينية وأشعة غاما الآتية من أجرام سماوية فلا بد لرصدها استخدام مقاريب خاصة على أقمار صناعية تحملها فوق الغلاف الجوي. وكل من تلك المقاريب لهُ تقنيتهُ الخاصة بهِ.

### مقاريب ترصد الضوء المرئي

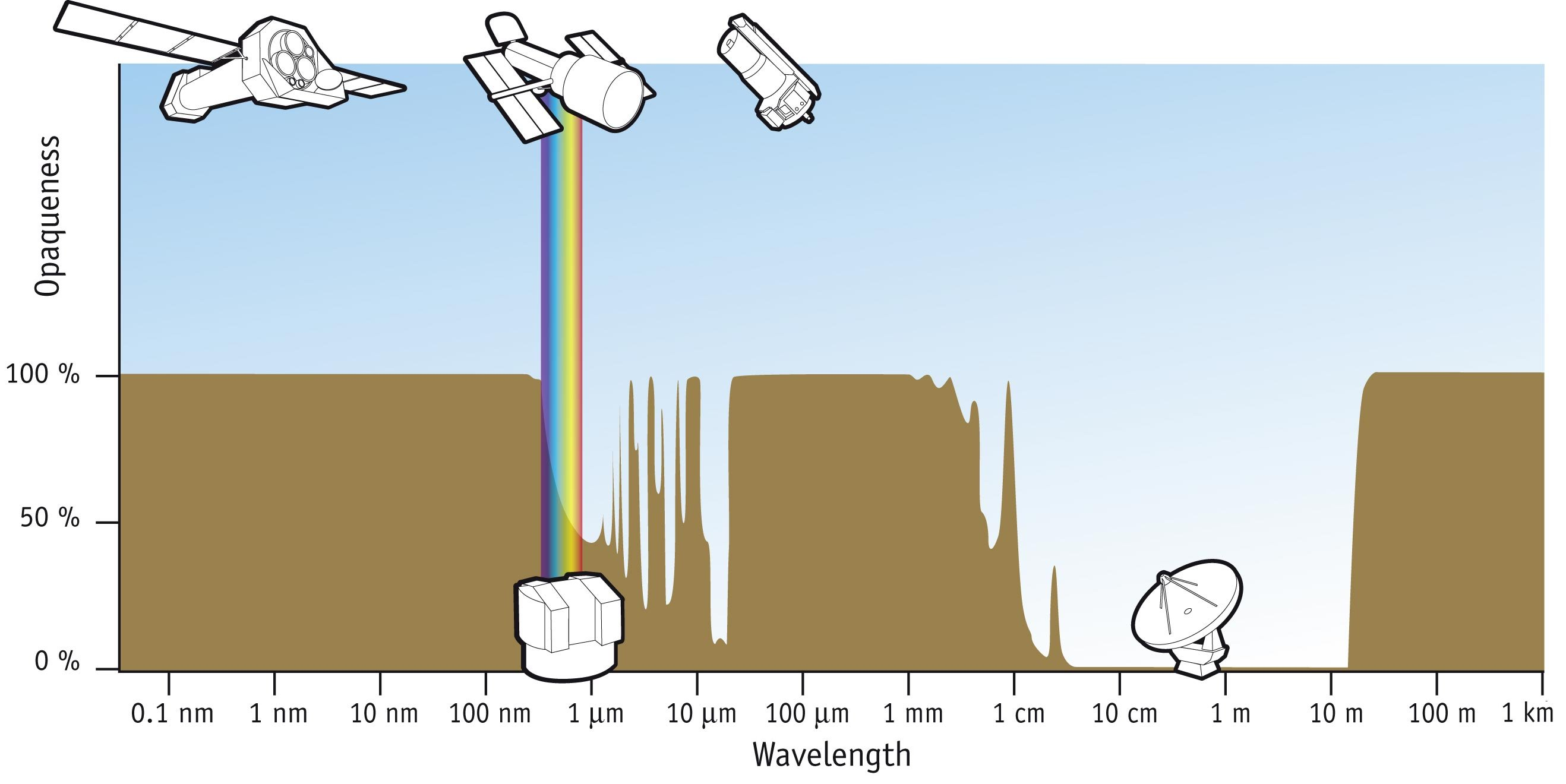
درجة امتصاص جو الأرض للأشعة المختلفة (اللون البني)، والمقاريب الفضائية ونطاق طول موجة الأشعة التي تقوم بتسجيلها. تُرى نافذتان يعتبر جو الأرض شفافا لها: في نطاقي الضوء المرئي والأشعة الإذاعية

بداية هذا المقال يصف عمل هذا النوع من المقاريب الضوئية. نذكر عن عدة منها موجودة على أعالي الجبال عادة:
- من أكبر تلك المقاريب يستخدم مرآة ضخمة كمرآة رئيسية، يزيد قطرها عن 8 أمتار.
- مرصد كيك ويحوي مقرابين ويوجدان في مرصد مونا كيا بهاواي.
- المقراب الكبير جدا VLT ويوجد في صحراء أتاكاما بشيلي.
- مقراب سوبارو
- مرصد بالومار
- مرصد جبل ويلسون
- مرصد لاسيلا
- مقراب هابل الفضائي

## مقاريب تقيس الأشعة تحت الحمراء
- تلسكوب جيمس ويب الفضائي

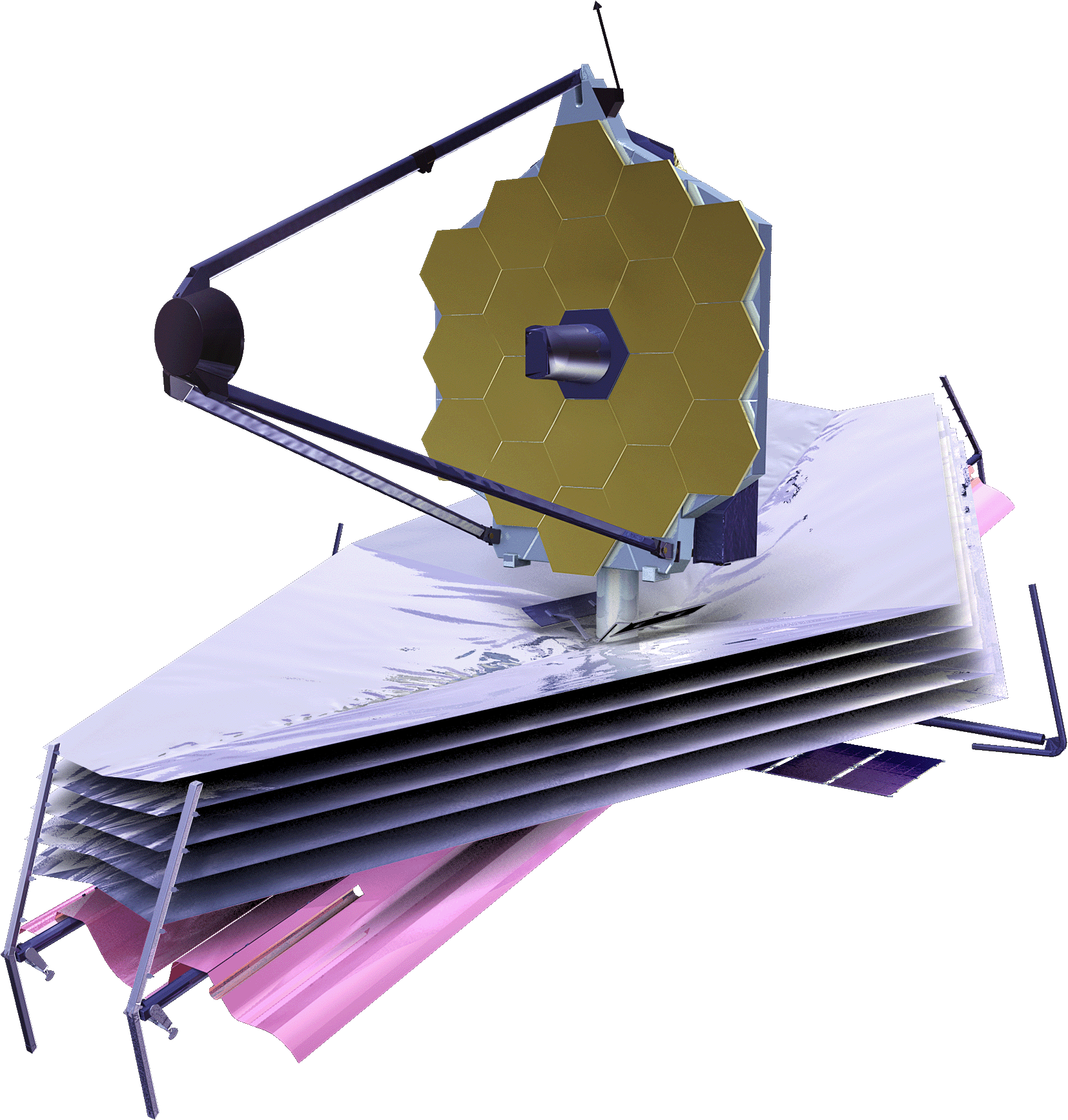
تلسكوب جيمس ويب الفضائي لقياس الأشعة تحت الحمراء.

- كاميرا ميري (للأشعة تحت الحمراء المتوسطة)
- كاميرا نيركام
- تلسكوب هابل الفضائي

تستكشف النجوم الناشئة، والمجرات القريبة وعلى الأخص المجرات البعيدة.
تهتم بقياس الأجرام التي تشع أشعة حرارية (أي أشعة تحت الحمراء)

### مقاريب تقيس الأشعة الراديوية
- راتان 600 الروسي
- مرصد أريسيبو
- مصفوف المراصد العظيم VLA

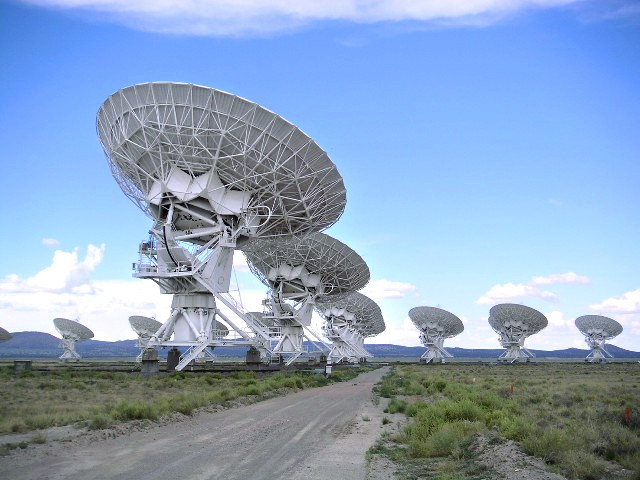
مصفوف المراصد العظيم ، نيو مكسيكو ، الولايات المتحدة. يقيس الأشعة الراديوية. إنها أنواع خاصة من الهوائيات.

- مصفوف أتاكاما الكبير للقياس في حيز المليمتر
- مرصد مولارد الإذاعي

تهتم برصد أجرام سماوية لا تشع ضوءا مرئيا، وهي تكون «باردة» نوعا ما.

### مقاريب تقيس الأشعة السينية

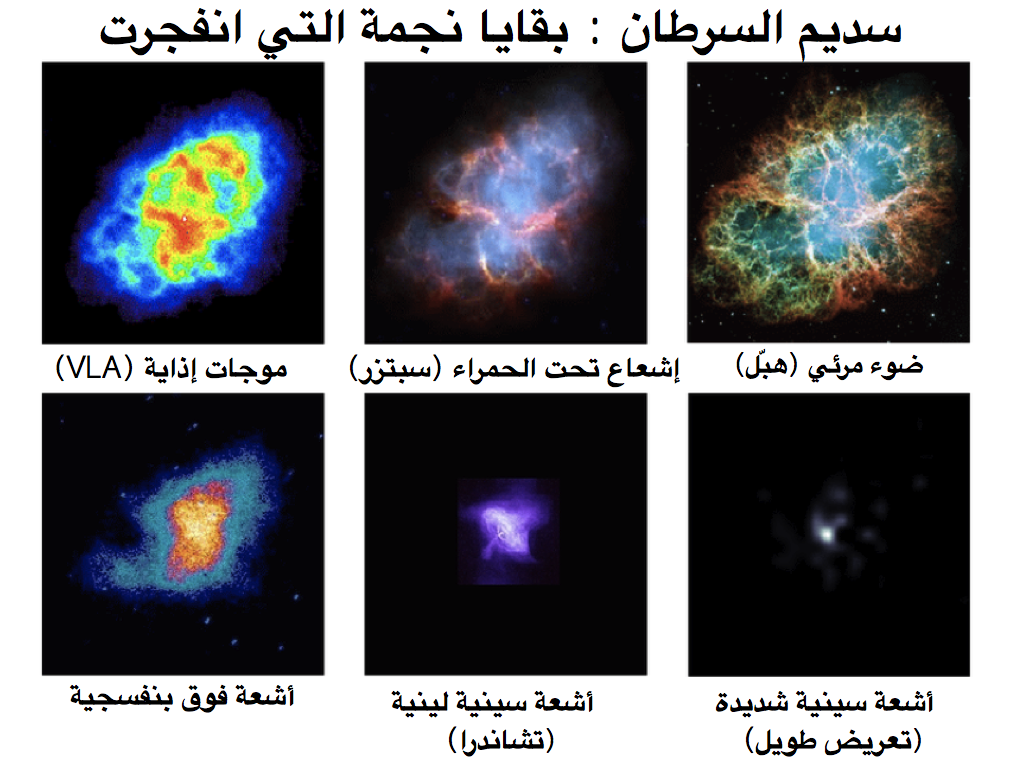
سديم السرطان كمخلفات نجم منفجر.الصور للضوء المرئي، وصور لأشعة أكس ذات أطوال موجة مختلفة تدل على شدة ارتفاع درجة حرارة المصدر، التقطتها مقاريب مختلفة، كل منها يرى حيز ضيق من الأشعة السينية.

- مرصد شاندرا الفضائي للأشعة السينية
- روسات
- بيبوساكس
- مرصد سويفت الفضائي
- مقراب جيمس ويب الفضائي
- مقراب سبيتزر الفضائي

تهتم بقياس أجرام سماوية شديدة الإشعاع وشديدة النشاط.

### مقاريب تقيس أشعة غاما
- مرصد شاندرا الفضائي للأشعة السينية
- بيبوساكس الفضائي
- مرصد سويفت الفضائي
- مقراب جيمس ويب الفضائي
- مقراب سبيتزر الفضائي
- مرصد كومبتون لأشعة غاما

تهتم بقياس الأشعة الصادرة من جرم سماوي نشيط يشع أشعة جاما، وكذلك يقيس الأشعة الصادرة من مستعر أعظم أو انفجارات أشعة جاما السماوية.